# به لاله در خون خفته
به لالهٔ در خون خفته یا به‌پیش نام یکی از سرودهای انقلابی مشهور ایران است که در سال ۱۳۵۷ و در اوج انقلاب توسط جهانبخش پازوکی ساخته و توسط مجتبی میرزاده تنظیم شد. شاعر این سرود جهانبخش پازوکی است.
این سرود پس از پیروزی انقلاب به مناسبت ۲۲ بهمن و مناسبت‌های انقلابی دیگر از صدا و سیما پخش می‌شود.
همچنین این سرود به زبان فارسی توسط ارتش کره شمالی در سال ۱۳۶۹ اجرا شده است.

## متن سرود
| به لالهٔ در خون خفته                               |  | شهیدِ دست از جان شسته  |
| قسم به فریاد آخر                                  |  | به اشک لرزان مادر     |
| که راه ما باشد آن راه تو، ای شهید                 |  |                       |
| که راه ما باشد آن راه تو، ای شهید                 |  |                       |
| همه به‌پیش، همه به‌پیش                              |  |                       |
| به یک صدا                                         |  |                       |
| «جاویدان ایران عزیز ما»                           |  |                       |
| که تا آخرین نفس راهت را ادامه خواهیم داد، ای شهید |  |                       |
| قسم به اسم آزادی                                  |  | به لحظه‌ای که جان دادی |
| به قلبِ ازهم‌پاشیده                                 |  | شهیدِ در خون غلتیده    |
| که راه ما باشد آن راه تو، ای شهید                 |  |                       |
| که راه ما باشد آن راه تو، ای شهید                 |  |                       |
| همه به‌پیش، همه به‌پیش                              |  |                       |
| به یک صدا                                         |  |                       |
| «جاویدان ایران عزیز ما»                           |  |                       |
| که تا آخرین نفس راهت را ادامه خواهیم داد، ای شهید |  |                       |
| قسم به عزم هم‌رزمان                                |  | ستم‌کشان باایمان       |
| به خستگان جان‌برکف                                 |  | دلاوران هم‌پیمان       |
| که راه ما باشد آن راه تو، ای شهید                 |  |                       |
| که راه ما باشد آن راه تو، ای شهید                 |  |                       |
| همه به‌پیش، همه به‌پیش                              |  |                       |
| به یک صدا                                         |  |                       |
| «جاویدان ایران عزیز ما»                           |  |                       |